# Shkodër distrikt
Shkodras distrikt (albanska: Rrethi i Shkodrës) var ett av Albaniens 36 distrikt. Det hade ett invånarantal på 185 000 och en area av 1 973 km². Det var beläget i norra Albanien, och dess centralort var Shkodra.